# 나카지마 메구미 (성우)
나카지마 메구미(중도애, 일본어: 中島 愛 나카지마 메구미[*], 1989년 6월 5일~)는 일본 이바라키현 출신의 e-stone music 소속 여성 성우이다.

## 경력 · 인물
- 일본인 아버지와 필리핀인 어머니 사이에서 출생.
- 2003년, 스스로 스타더스트 프로모션에 응모하여 합격했다. 현재 같은 사무소에 소속.
- 애니메이션「마크로스F」의 히로인 오디션, ‘Victor Vocal & Voice Audition’에 응모하여 그랑프리를 획득,‘란카 리’역을 배정받게 되었다.
- 2007년 8월 18일, 일본 청년관에서 행해진 이벤트인 ‘마크로스 25주년 기념 라이브’에서 데뷔했다.
- 2008년 4월에는「마크로스F」에서‘란카 리’역으로 성우에 데뷔했다.

## 출연 작품

### TV 애니메이션
2008년
- 마크로스F (란카 리)

2009년
- 바스쿼시 (시트론)
- 아키칸 (미쿠 / 최강의 아키칸)
- 캠퍼 (사쿠라 카에데)
- 코바토 (미하라 치호, 미하라 치세)
- 포켓몬스터 다이아몬드&펄 (코토네)

2010년
- 페어리 테일 (릴라)

2011년
- 캠퍼 fur die Liebe (사쿠라 카에데)
- 세이크리드 세븐 (아이바 루리)
- 모시도라 (타마가와 마리)
- 파이브레인 신의 퍼즐 (히메카와 엘레나)
- 라스트 엑자일 -은빛 날개의 팜- (세실리)

2012년
- 윤회의 라그랑제 2기 (그라니아)
- 아쿠에리온 EVOL (사잔카)
- 무장신희 (레네)

2014년
- 해피니스 차지 프리큐어! (아이노 메구미 / 큐어 러블리)

2017년
- 후우카 (키리시마 유즈키)
- 왕 게임 (코바야시 유나)
- 그랑크레스트 전기 (루나)

2018년
- 바이올렛 에버가든 (샤를롯테 에벨프레이어 드로셀)
- 스노하라장의 관리인씨 (오소노이 마이코)

### 극장판 애니메이션
- 극장판 마크로스F 거짓의 가희 - 란카 리
- 극장판 마크로스F 이별의 날개 - 란카 리
- 극장판 해피니스 차지 프리큐어! 인형왕국의 발레리나 - 아이노 메구미/큐어 러블리
- 세이크리드 세븐 은월의 날개 - 아이바 루리
- 메로엣타의 반짝반짝 리사이틀 - 메로엣타
- 함대 컬렉션/극장판 - 키누가사
- 라스트 엑자일 은빛 날개의 팜 - Over the Wishes - 세실리
- 사이다처럼 말이 톡톡 솟아올라 - 쥬리

### 라디오
- 라디오 마크로스 - 미야케 켄타와 공동진행. (2008년 1월 8일- 4월 1일)
- 마크로스F○※△ - 나카무라 유이치, 카미야 히로시와 공동진행. (2008년 4월 4일- 2011년 4월 5일)
- 나카지마 메구미의 진화론! (2009년 6월 5일 - )
- 라디오 캠퍼 켄지와 메구미의 두근두근 내장 랜드 - 우츠미 켄지와 공동진행. (인터넷 라디오, 2009년 9월 4일 - 12월 25일)

### 게임
2009년
- 흑집사 Phantom & Ghost - 스텔라 로즈
- 하야테처럼!! 나이트메어 파라다이스(渡良瀬ミカゲ)
- 마크로스 얼티메이트 프론티어 - 란카 리

2010년
- Another Century's Episode:R - 란카 리
- 무장신희 BATTLE MASTERS - 알트레네
- 무장신희 BATTLE RONDO - 알트레네
- MAPLUS 포터블 내비게이션3 - 란카 리
- 러브듀얼! - 오오쿠스 루사

2011년
- 제2차 슈퍼로봇대전 Z 파계편 - 란카 리
- 마크로스 트라이앵글 프론티어 - 란카 리
- 무장 신희 BATTLE MASTERS Mk.2 - 알트레네
- 바이스 슈바르츠 포터블 - 란카 리

2012년
- 제2차 슈퍼로봇대전 Z 재세편 - 란카 리
- NeverDead - 니키 서머필드

2013년
- 마크로스 30 - 란카 리
- 슈퍼로봇대전 Operation Extend - 란카 리
- 슈퍼로봇대전 UX - 란카 리
- 함대 컬렉션 - 미쿠마, 키누가사, 이168, 이58
- 요메코레 - 에바 유즈키

2014년
- 제3차 슈퍼로봇대전 Z 시옥편 - 란카 리
- 네가 있는 마을 - 에바 유즈키
- 해피니스 차지 프리큐어! 카와룬☆콜렉션 - 아이노 메구미/큐어 러블리
- 82H블로섬 - 소메야 미치루

2015년
- 제3차 슈퍼로봇대전 Z 천옥편 - 사잔카 비앙카
- 슈퍼로봇대전 BX - 란카 리

2016년
- 함대 컬렉션 - 하츠즈키, 집적지서희
- 함대 컬렉션 Arcade - 미쿠마
- 마법사와 검은 고양이 위즈 - 란카 리
- 마크로스 Δ 스크램블 - 란카 리

2017년
- 아카식 레코드 - "류-빙" 유비
- 노래 마크로스 스마트폰De컬쳐 - 란카 리

### 더빙

#### 애니메이션
- 캐치! 티니핑 - 마야[1]

### 기타
- Megpoid - VOCALOID2 기반 보컬 음성 합성 소프트웨어
- VOMIC 화려한 식탁 - 소네자키 유이
- 기교동자 울티모 (VOMIC) - 울티모